# Europas
 Der er for få eller ingen kildehenvisninger i denne artikel, hvilket er et problem. Du kan hjælpe ved at angive troværdige kilder til de påstande, som fremføres i artiklen.

Europas er et dansk rejseselskab der blandt andet rejser til Berlin, Stettin, Rom, Paris, Budapest, Dubai, Valencia, London, Milano og Prag. Rejserne foregår ved kør-selv, bus eller fly.